# رپینتسه
رپینتسه (به صربی: Repince) یک منطقهٔ مسکونی در صربستان است که در ولادیچین خان واقع شده‌است. رپینتسه ۹۷۲ نفر جمعیت دارد.